# Saitis
Genre
Synonymes
- Therosa Keyserling, 1882

Saitis est un genre d'araignées aranéomorphes de la famille des Salticidae.

## Distribution
Les espèces de ce genre se rencontrent sur tous les continents sauf aux pôles.

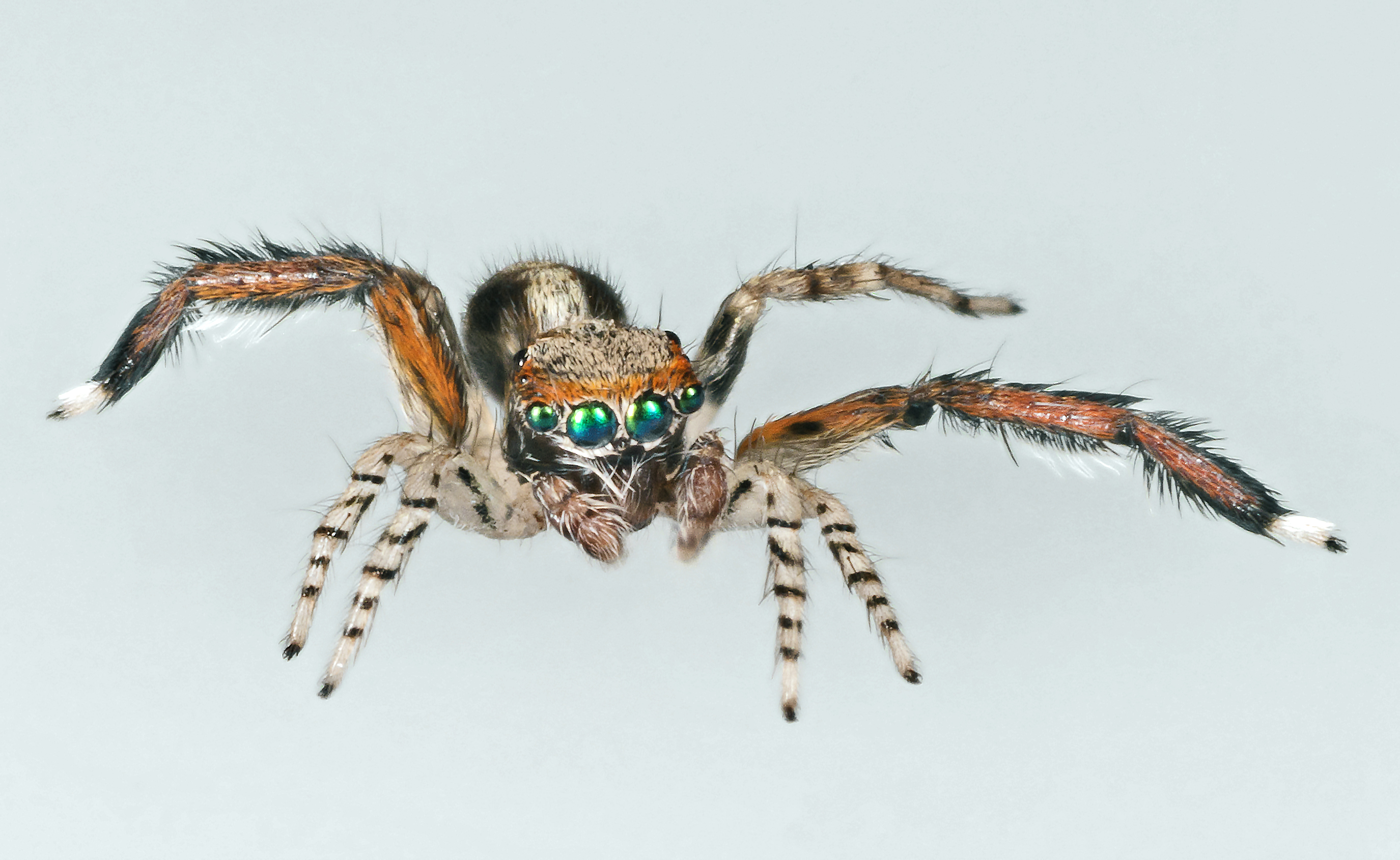
Saitis barbipes ♂ espèce type du genre

## Liste des espèces
Selon World Spider Catalog (version 25.5, 06/02/2025) :
- Saitis annae Cockerell, 1894
- Saitis aranukanus Roewer, 1944
- Saitis ariadneae Logunov, 2001
- Saitis auberti Berland, 1938
- Saitis barbipes (Simon, 1868)
- Saitis berlandi Roewer, 1951
- Saitis breviusculus Simon, 1901
- Saitis catulus Simon, 1901
- Saitis chaperi Simon, 1885
- Saitis cupidon (Simon, 1885)
- Saitis cyanipes Simon, 1901
- Saitis graecus Kulczyński, 1905
- Saitis imitatus (Simon, 1868)
- Saitis insectus (Hogg, 1896)
- Saitis insulanus Rainbow, 1920
- Saitis kandyensis Kim, Ye & Oh, 2013
- Saitis lacustris Hickman, 1944
- Saitis latifrons Caporiacco, 1928
- Saitis magniceps (Keyserling, 1882)
- Saitis marcusi Soares & Camargo, 1948
- Saitis mutans Otto & Hill, 2012
- Saitis nanus Soares & Camargo, 1948
- Saitis perplexides (Strand, 1908)
- Saitis relucens (Thorell, 1877)
- Saitis sengleti (Metzner, 1999)
- Saitis spinosus (Mello-Leitão, 1945)
- Saitis splendidus (Walckenaer, 1837)
- Saitis taeniatus Keyserling, 1883
- Saitis tauricus Kulczyński, 1905
- Saitis variegatus Mello-Leitão, 1941
- Saitis virgatus Otto & Hill, 2012

## Systématique et taxinomie
Ce genre a été décrit par Simon en 1876 dans les Attidae.
Therosa a été placé en synonymie par Simon en 1901.

## Publication originale
- Simon, 1876 : Les arachnides de France. Paris, vol. 3, p. 1-364. (lire en ligne sur archive.org)